# Herman Freudenberger (Historiker)
Herman Freudenberger (geboren als Hermann Freudenberger 14. April 1922 in Eberbach, Deutsches Reich; gestorben 10. Februar 2017 in Houston) war ein US-amerikanischer Wirtschaftshistoriker.

## Leben
Hermann Freudenberger war ein Sohn des Werkzeughändlers und Vorstehers der Synagoge von Eberbach Alfred Freudenberger (1884–1940) und der Frieda Grünebaum (1894–1933). Die zweite Frau seines Vaters Johanna Bär (1891–1942) wurde Opfer des Holocaust. Freudenberger und seine  Schwester (1923–2015) wurden im Spätherbst 1934 mit einem Kindertransport in die USA verschifft und kamen mit der Hilfe der German Jewish Children’s Aid jeweils bei jüdischen Pflegeeltern unter. Freudenberger wurde Verkäufer in einem Kaufhaus und Arbeiter in einer Matratzenfabrik. Von 1942 bis 1946 war er als Soldat der US Army auf dem europäischen Kriegsschauplatz eingesetzt und kam 1945 auch durch Eberbach. Zurück in den USA war er wieder Fabrikarbeiter im Betrieb seiner Pflegefamilie.
Im Jahr 1949 ging Freudenberger mit Unterstützung des G.I. Bill an die Columbia University und machte dort 1950 einen B.A., 1951 einen M.A. und wurde 1957 in Wirtschaftsgeschichte bei Otakar Odložilík promoviert. Von 1953 bis 1955 war er Fulbright-Stipendiat an der Universität Wien, von 1956 bis 1959 Instructor für Geschichte am Brooklyn College der CUNY, danach an der Montana State University. Freudenberger war mit Paulette Gross verheiratet, sie hatten zwei Kinder. 1962 ging er als Associate Professor nach New Orleans an die private Tulane University und wurde 1966 Full Professor. 1964/65 war er Gastprofessor an der Karls-Universität Prag und 1974/75 in Wien. Mit 70 Jahren trat er in New Orleans in den Ruhestand.
Freudenberger forschte zur Wirtschaftsgeschichte des Habsburger Reichs im 18. Jahrhundert. „Von der Provinzstadt zur Industrieregion“, die sogenannte Brünn-Studie, erschien 1975 auf Deutsch.

## Schriften (Auswahl)

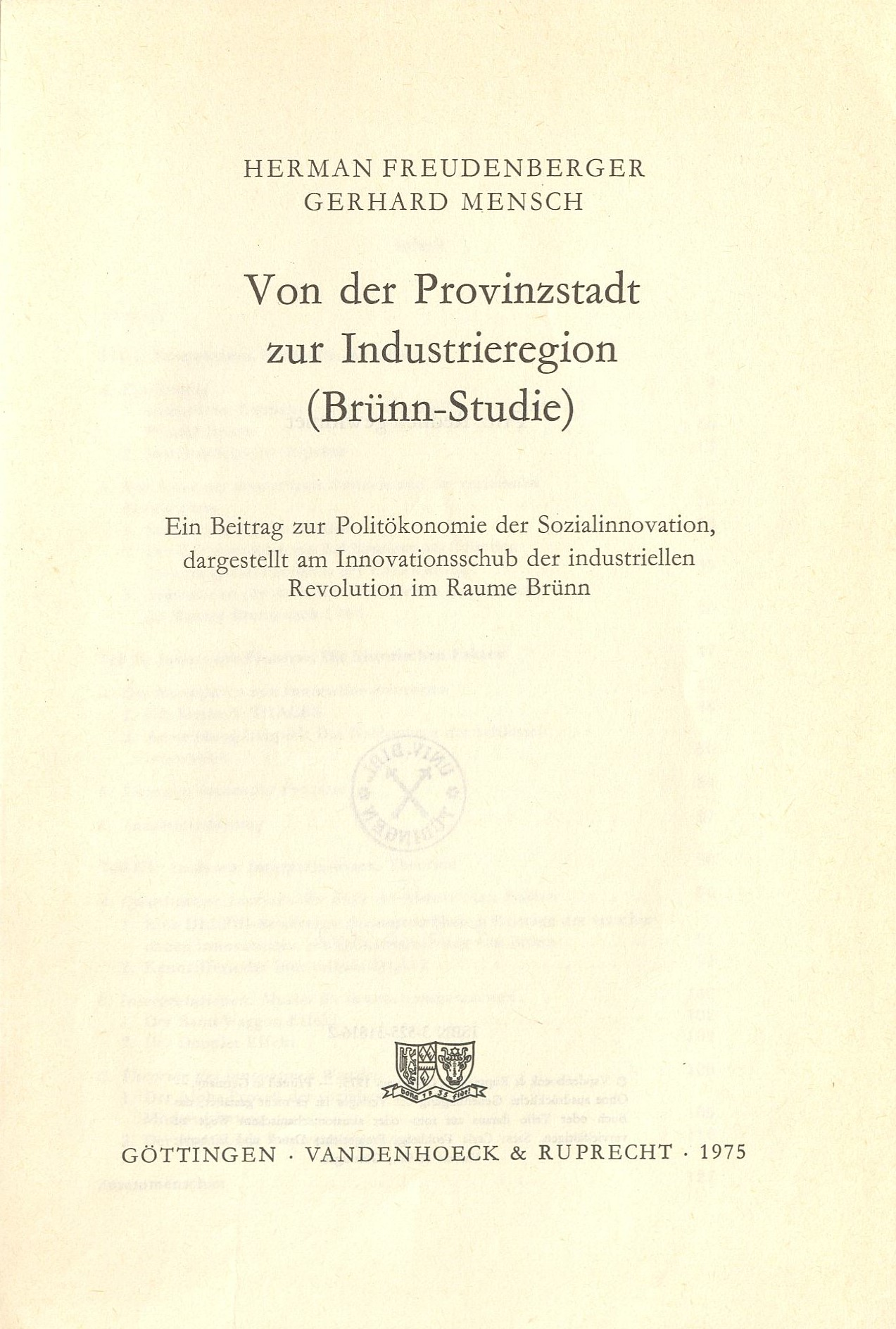
Brünn-Studie (1975)

- The Waldstein Woollen Mill. Boston: Harvard Graduate School of Business Administration, 1963
- The Industrialization of a Central European City. Edington: Pasold Research Fund, 1977
- Herman Freudenberger, Gerhard Mensch: Von der Provinzstadt zur Industrieregion (Brünn-Studie) : ein Beitrag zur Politökonomie der Sozialinnovation, dargestellt am Innovationsschub der industriellen Revolution im Raume Brünn. Göttingen : Vandenhoeck & Ruprecht, 1975
- Herman Freudenberger, Emmet Larkin: Memoirs of Joseph Prost C.Ss.R: A Redemptorist Missionary in Ireland 1851–1854. Cork University Press, 1998
- Meine Auswanderung von Eberbach in die USA als Zwölfjähriger. In: Eberbacher Geschichtsblatt 99 (2000), S. 136–141
- Lost momentum: Austrian economic development 1750s – 1830s. Wien: Böhlau, 2003